# 尼卡·格瓦拉米亞

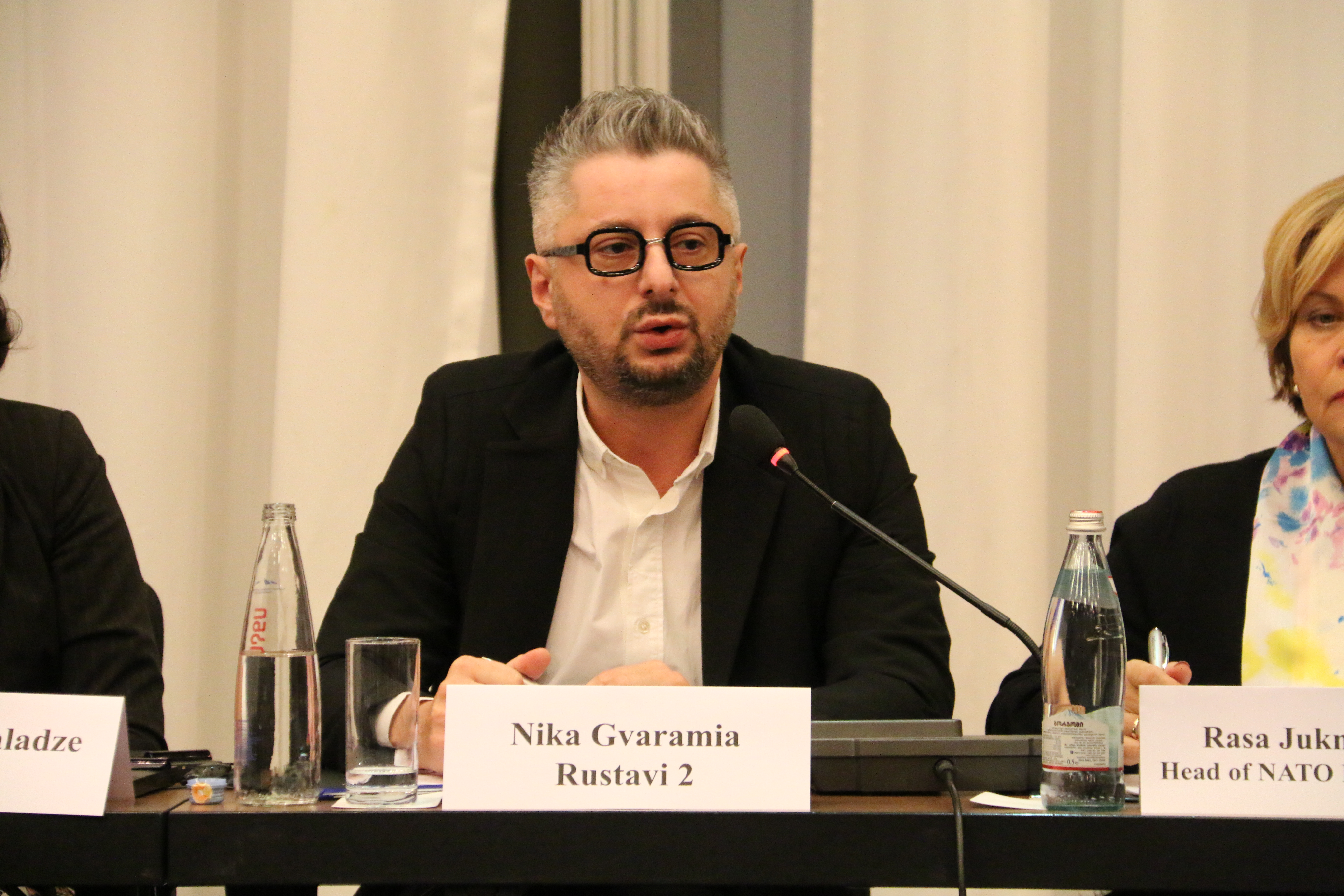

尼科洛茲·“尼卡”·格瓦拉米亞（1976年6月29日—），是一位喬治亞政治家。他曾經擔任喬治亞司法部長和喬治亞教育與科學部長。在參政之前他曾經是一名律師。2008年1月31日，他被任命為司法部長。2008年10月27日，他改任教育與科學部長。2009年12月7日，他辭去教育與科學部長職務前往外國留學。2012年12月19日，喬治亞財政部的調查部門宣布格瓦拉米亞因涉嫌腐敗被捕。